# 麥克·拿坡里
麥可·安東尼·「麥克」·拿坡里（Michael Anthony "Mike" Napoli），1981年10月31日—出生於佛羅里達州好萊塢（Hollywood）。可司職捕手或一壘手。目前在芝加哥小熊隊擔任教練一職。

## 職業生涯

### 洛杉磯安那罕天使

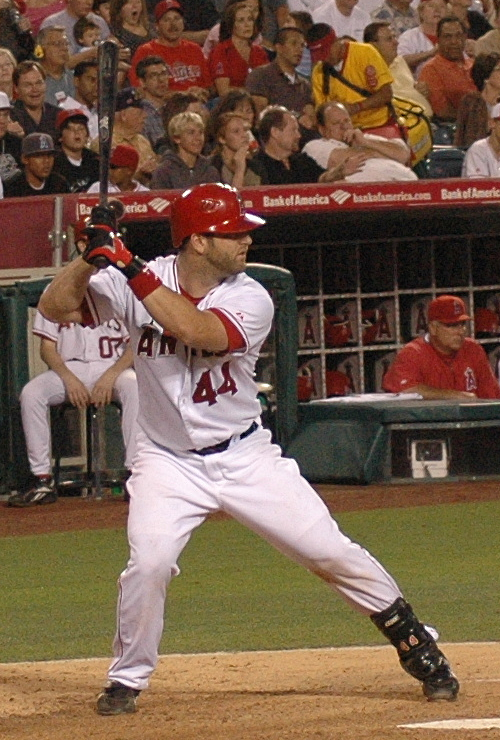
麥克·拿坡里 2007年在洛杉磯安那罕天使打撃照

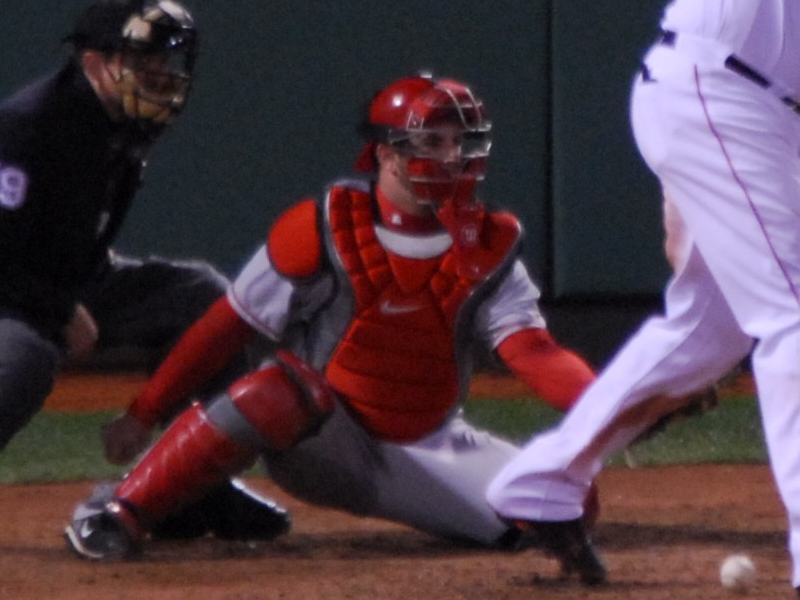
2008年在洛杉磯安那罕天使捕手照

拿坡里就讀於佛羅里達州朋布魯克松樹市（Pembroke Pines）的察爾斯‧弗來納根中學（Charles Flanagan High School）。在2000年選秀會時，被天使隊以第17輪、總名次500選走。
從新秀聯盟的布特銅礦國王隊（Butte Copper Kings）出發，拿坡里開始他的職業棒球旅程。拿坡里因為背部拉傷，幾乎錯失他第一年在小聯盟的整個球季；2001年他直接在高階A的倫秋庫卡蒙佳地震隊（Rancho Cucamonga Quakes）復出，而後轉到1A的洋杉激流麥子隊（Cedar Rapids Kernels）。在2002年，拿坡里回到麥子隊擔任主要的的指定打擊，同時也先發捕手37場；累積打擊率.251、10支全壘打和50分打點。2003年他又被送到地震隊，卻由於右肩的傷勢，只打了47場。
2004年是拿坡里破繭而出的一年。他在地震隊上打擊大爆發，打擊率來到.282、擊出29支全壘打、獲得全小聯盟第7的118分打點，以及排行第9的四壞保送數。2005年，拿坡里晉升到2A阿肯色旅行者隊，他的二壘以上長打 (棒球)數是該聯盟第2名，得分數排名第5。
雖然拿坡里是公認的頭號新秀之一，他在2006年季初的排行卻不如天使的另一位新秀傑夫·馬席斯（Jeff Mathis），尤其馬席斯守備能力比較好。但是馬席斯登上大聯盟後，成績不甚理想，讓拿坡里有機會上到25人名單。透過出色的攻擊和守備表現，拿坡里力爭上游，成為天使隊正規的先發捕手。
2010年，天使和松井秀喜簽下合約以後，拿坡里將減少當指定打擊的次數。

### 德州遊騎兵

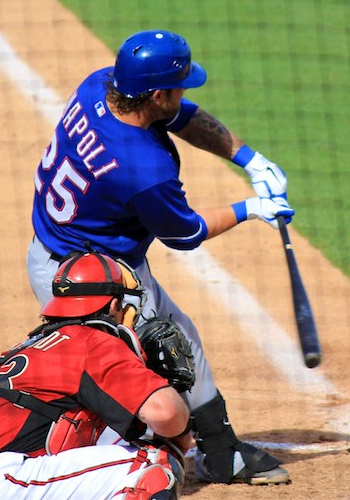
Napoli catcher for the Rangers in .right

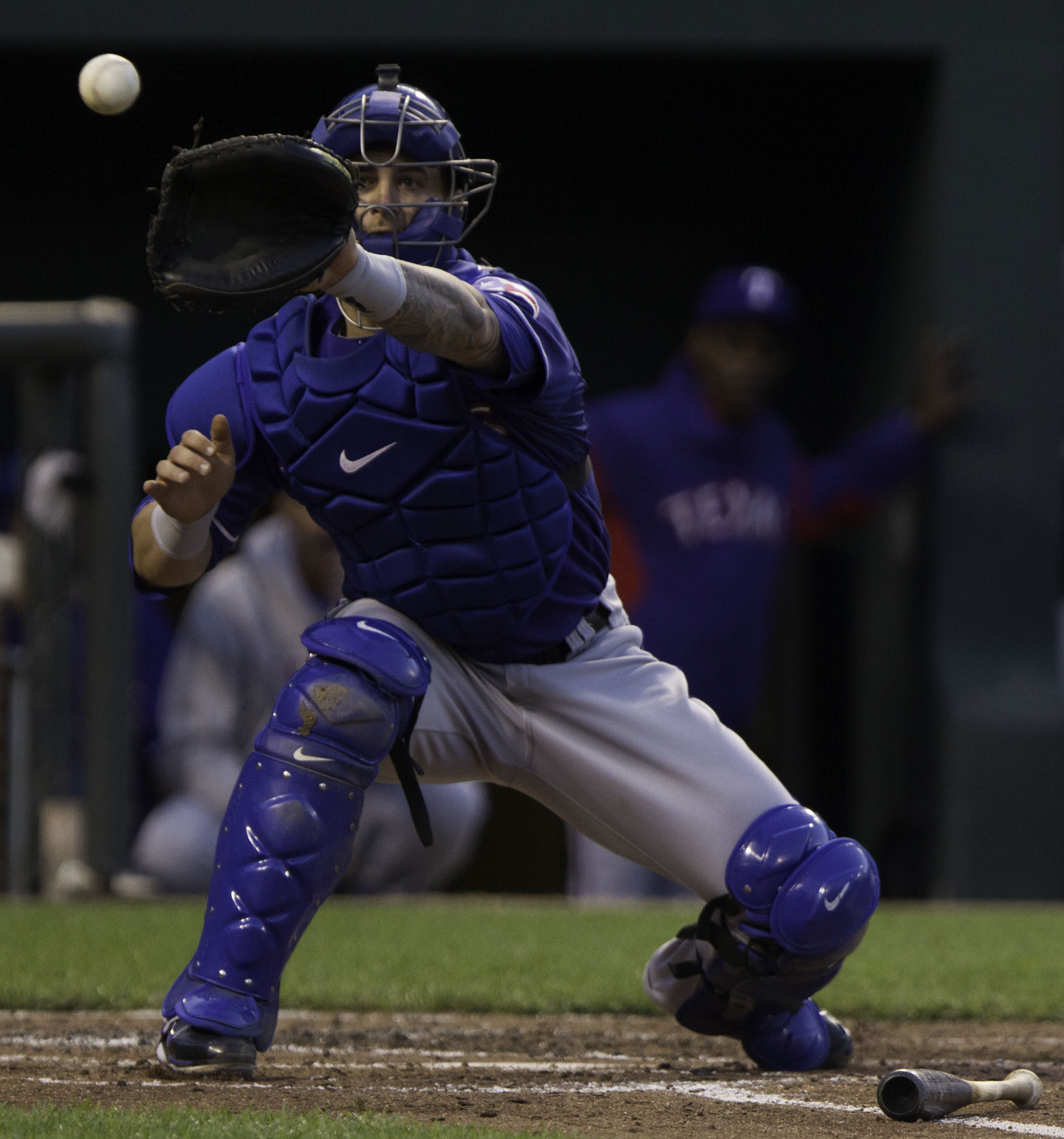
Napoli catcher for the Rangers in .right

2011年1月21日，天使以拿坡里和璜·瑞維拉向多倫多藍鳥交易Vernon Wells。4日後再被藍鳥交易到德州遊騎兵，而多倫多藍鳥獲得了法蘭克·法蘭西斯科和一些現金。
2012年2月11日，Napoli簽訂了一份一年940萬美元的合同，而在賽季結束後成為自由球員。

### 波士頓紅襪
2012年12月3日，拿坡里同意波士頓紅襪為期三年價值3900萬美元的合約，等待身體檢查後即簽約。但經過六星期檢查後發現他的身體有髖關節問題，Napoli後來與波士頓紅襪簽署為期一年的500萬美元的合同，並帶有激勵獎金，總價值1300萬美元。激勵條例包含至少有165天留在名單內，或至少120天先發上獲得高達625打席。於是在紅襪中，開始由先發捕手改為擔任先發一壘手。
2013年4月22日，拿坡里對上奧克蘭運動家先發投手A. J. Griffin時，擊出他職業生涯第四次大滿貫帶領波士頓紅襪以9比6獲得勝利。並同時追平當時打點第二多的底特律老虎一壘手Prince Fielder。同年協助波士頓紅襪奪得世界大賽冠軍。賽季結束後約滿回復為自由身球員。
2013年12月6日，拿坡里重新與波士頓紅襪簽約，同意為期兩年價值3200萬美元的合約。

## 備註
2006年5月4日，天使對戰底特律老虎隊，拿坡里在他大聯盟生涯的第一個打席，就轟出了全壘打；成為大聯盟史上第3位生涯首打席開砲的捕手。
2006年7月1日，拿坡里拿洛杉磯道奇隊開刀，打出他大聯盟首次單場雙響砲。第一發是從馬克·韓綴克森（Mark Hendrickson）手中擊出，而第二發的苦主則是郭泓志。
2004年、2005年冬為多明尼加（Dominican Republic）的Santiago "Las Aguilas"隊打球。

## 職棒生涯成績
| Year      | Age | Tm  | Lg | G   | PA   | AB   | R   | H   | 2B | 3B | HR | RBI | SB | CS | BB  | SO  | BA   | OBP  | SLG  | OPS  |
| --------- | --- | --- | -- | --- | ---- | ---- | --- | --- | -- | -- | -- | --- | -- | -- | --- | --- | ---- | ---- | ---- | ---- |
| 2006      | 24  | LAA | AL | 99  | 325  | 268  | 47  | 61  | 13 | 0  | 16 | 42  | 2  | 3  | 51  | 90  | .228 | .360 | .455 | .815 |
| 2007      | 25  | LAA | AL | 75  | 263  | 219  | 40  | 54  | 11 | 1  | 10 | 34  | 5  | 2  | 33  | 63  | .247 | .351 | .443 | .794 |
| 2008      | 26  | LAA | AL | 78  | 274  | 227  | 39  | 62  | 9  | 1  | 20 | 49  | 7  | 3  | 35  | 70  | .273 | .374 | .586 | .960 |
| 2009      | 27  | LAA | AL | 114 | 432  | 382  | 60  | 104 | 22 | 1  | 20 | 56  | 3  | 3  | 40  | 103 | .272 | .350 | .492 | .842 |
| 2010      | 28  | LAA | AL | 140 | 510  | 453  | 60  | 108 | 24 | 1  | 26 | 68  | 4  | 2  | 42  | 137 | .238 | .316 | .468 | .784 |
| 5 Seasons |     |     |    | 506 | 1804 | 1549 | 246 | 389 | 79 | 4  | 92 | 249 | 21 | 13 | 201 | 463 | .251 | .346 | .485 | .831 |

## 外部連結
- 麥克·拿坡里在美國職棒（英语）
- 麥克·拿坡里在Baseball-Reference.com（大聯盟）（英语）
- 麥克·拿坡里在Baseball-Reference.com（小聯盟以及海外聯盟）（英语）
- 麥克·拿坡里在ESPN（MLB）（英语）
- 麥克·拿坡里在FanGraphs.com（英语）
- 麥克·拿坡里在The Baseball Cube（英语）